# Milionário & Mathias
Milionário e Mathias foi uma dupla sertaneja do Brasil formada pelos músicos Milionário e Mathias. A dupla esteve em atividade no ano de 1992.
Gravaram apenas um álbum pela Gravações Elétricas S.A. com o título "Novos Caminhos" no qual se destacou o Foxtrote "Na Segunda Feira a Noite" de Fátima Leão e Elias Muniz. Apesar do grande sucesso conquistado e da agenda lotada de shows a dupla separou por motivos pessoais.

## Discografia
- Novos Caminhos (1992)[1]